# Kurt Simons
Kurt Simons, född 1940 i Uppsala. Bosatt och verksam i Stockholm. Anders Beckmans Skola 1957 - 1960.  (idag Beckmans School of Design). Simons blev några år därefter frilansande tecknare med stort konstintresse. Började på 70-talet att regelbundet delta i utställningar. En utställningsaktivitet som fram till idag har blivit över etthundra på gallerier, konsthallar och museer. Bl.a. Galerie Blanche 1991, Kungl. Konstakademien 2011, flera samlingsutställningar, på Galerie Konstruktiv Tendens 1992 - 08. ”Nordisk Kunst-91” i Århus. Blev 2016 inviterad till en internationell utställning i Polen till hundraårs minnet av Malevitchs svarta kvadrat. ”Magia kwadratu”. 
Första separatutställningen var i Ålands Konstmuseum 1977. I juni 2022 ger Åland Post ut ett frimärke där motivet är en målning av Simons från 2010. 
Kurt Simons var 2019 -20 inbjuden till utställningen ”Relationer” i Uppsala Konstmuseum. En utställning som visade en ny generations relation till en tidigare generation. (Elli Hemberg, Bærtling, L-E Falk). Uppsala Konstmuseum införlivade en stor triptyk av Kurt Simons till sina samlingar. 
På utställningen i SP Gallery 2017 började han att mera lekfullt ta ut svängarna. Nu med det transparenta plastmaterialet Polycarbonat. 